# Robert Laaksonen
Robert Laaksonen är en åländsk politiker och talesperson (partiledare) för Hållbart Initiativ (HI).

## Biografi
Robert Laaksonen kommer ursprungligen från Mariehamn men är uppvuxen i Finström. 
Laaksonen har varit aktiv inom Hållbart Initiativ sedan januari 2023. Inom partiet har han fungerat som vice ordförande i partiets politikråd. Han är även aktiv inom HI Mariehamn.
Laaksonen är ersättare i landskapsregeringens klimatkommission.
Han efterträdde Alfons Röblom som talesperson för Hållbart Initiativ den 11 maj 2025.